# Giardino dei Tarocchi
Het beeldenpark Giardino dei Tarocchi (Tarok- of Tarot-tuin) gelegen bij Capalbio, dicht bij het dorp van Pescia Fiorentina, zuidelijk van Grosseto in Toscane, Italië, is een ontwerp van de beeldhouwer Niki de Saint Phalle (1930–2002). De uitvoering, samen de beeldhouwer Jean Tinguely met wie ze getrouwd was, nam vanaf 1979 meer dan vijftien jaar in beslag.
De belangrijkste inspiratie voor de aanleg van het park kwam van de organische architectuur van het in Barcelona gelegen Park Güell van architect Antoni Gaudí. De Tarok-tuin van De Saint Phalle ligt dan ook als het ware organisch ingebed tussen de omringende Toscaanse heuvels. Zoals de naam al zegt, is dit beeldenpark gebaseerd op de zogeheten Grote Arcana, de 22 occulte kaarten van het Tarok- of Tarot-spel.
De 22 beelden, waarvan sommige bijna 22 meter hoog zijn, zijn gemaakt van gietbeton, met de hand verstevigd met vlechtijzer van verschillende diktes. De uiterlijke vorm is met spuitbeton aangebracht en door plaatselijke kunstenaars afgewerkt met veelkleurig keramiek, mozaïek en kostbaar glas. De enorme sculpturen, die sterk doen denken aan haar beroemde Nana's, zijn deels voor bezoekers toegankelijk. Een muur van tufsteen omgeeft het park. Architect Mario Botta ontwierp de ingang in de vorm van een boog.
Met de verwerkelijking van haar fantasietuin kwam voor de beeldhouwster Niki De Saint Phalle een levenswens in vervulling.
Na de dood van de kunstenares is het beeldenpark opgegaan in een privé stichting, de Fondazione Il Giardino dei Tarocchi (Stichting De Tarok-tuin). Het park is in de zomermaanden opengesteld voor publiek.